# هربرت بيج
هربرت بيج (بالإنجليزية: Herbert Page)‏ (30 أكتوبر 1862 في المملكة المتحدة - 1 أغسطس 1927 في المملكة المتحدة) هو لاعب كريكت بريطاني. لعب مع نادي مقاطعة غلوستر للكريكت ‏ ونادي مارليبون للكريكت ‏ ونادي الكريكت في جامعة أكسفورد ‏.

## وصلات خارجية
- هربرت بيج على موقع إي آس بي آن كريك إنفو (الإنجليزية)